# Miss West-Vlaanderen
Miss West-Vlaanderen is de preselectie voor Miss België in West-Vlaanderen. De winnares wordt geplaatst voor de finale van Miss België. Daarnaast maken ook de eredames kans om naar de finale te gaan.

## Erelijst
| Jaar | Winnares              | Stad/Gemeente | Opmerkingen                                             |
| ---- | --------------------- | ------------- | ------------------------------------------------------- |
| 2025 | Astrid Lafaut         | De Panne      | 2e eredame Miss België 2025                             |
| 2024 | Juliette Popeye       | De Panne      | Top 15 Miss België 2024                                 |
| 2023 | Claire Lansenebre     | Zeebrugge     | 1e eredame Miss België 2023                             |
| 2022 | Gaëlle Sauvillers     | Kortemark     | Top 15 Miss België 2022                                 |
| 2021 | Louise-Marie Losfeld  | Oostende      | 2e eredame Miss België 2021 / Top 12 Miss Supranational |
| 2020 | Celeste Decaestecker  | Middelkerke   | 1e eredame Miss België 2020                             |
| 2019 | Emily Van Eeckhoute   | Ardooie       | Top 12 Miss België 2019                                 |
| 2018 | Hélène Frederiks      | Bellegem      | 4e eredame Miss België 2018                             |
| 2017 | Delphine Devos        | Deerlijk      | 1e eredame Miss België 2017                             |
| 2016 | Emily Vanhoutte       | Oostende      | 3e eredame Miss België 2016 / Miss Exclusive 2014       |
| 2015 | Michèle Roelens       | Roeselare     | 3e eredame Miss België 2015                             |
| 2014 | Cindy Sabbe           | Stalhille     | Top 12 Miss België 2014 / Miss Social Media België      |
| 2013 | Shanou Recoulès       | Middelkerke   |                                                         |
| 2012 | Ines Fernandez Alonso | Zuienkerke    |                                                         |
| 2011 | Justine De Jonckheere | Wevelgem      | Miss België 2011                                        |
| 2010 | Cilou Annys           | Brugge        | Miss België 2010                                        |
| 2009 | Annelore Boutens      | Waregem       |                                                         |
| 2007 | Annelien Coorevits    | Wijtschate    | Miss België 2007                                        |
| 2005 | Sara Mahieu           | Eernegem      |                                                         |
| 2004 | Lindsy Dehollander    | Langemark     | 1e eredame Miss België 2004                             |
| 2003 | Saïdja Hellebuyck     | Tielt         | 2e eredame Miss België 2003                             |
| 2002 | Tine Allemeersch      | Deinze        |                                                         |